# Madeira (souostroví)
Madeira, oficiálně Autonomní region Madeira (portugalsky Região Autónoma da Madeira), je autonomní region Portugalska. Jedná se o souostroví ležící v Atlantském oceánu v oblasti Makaronésie, necelých 400 km severně od španělských Kanárských ostrovů, 520 km západně od Maroka a 805 km jihozápadně od pevninského Portugalska. Madeira leží na africké tektonické desce, ačkoli je kulturně, politicky i etnicky spjata s Evropou a její obyvatelstvo pochází převážně z portugalských osadníků. Na ploše 801 km² žije 251 000 obyvatel. Hlavním městem Madeiry je Funchal na jižním pobřeží hlavního ostrova.
Souostroví zahrnuje ostrovy Madeira, Porto Santo a Desertas, spravované společně se samostatnými ostrovy Selvagens. Ve Funchalu žije zhruba polovina obyvatelstva celé Madeiry. Region má politickou a správní autonomii prostřednictvím Správního politického statutu autonomního regionu Madeira, který je ustanoven v portugalské ústavě. Region je nedílnou součástí Evropské unie jako tzv. nejvzdálenější region. Madeira má obecně mírné subtropické podnebí se středomořskými letními suchy a zimními dešti. V různých nadmořských výškách se vyskytuje mnoho různých mikroklimat.
Neobydlenou Madeiru si v roce 1419 přivlastnili portugalští námořníci ve službách prince Jindřicha Mořeplavce a po roce 1420 ji osídlili. Souostroví bylo prvním územním objevem objevitelského období věku zámořských objevů.
Madeira je celoročním letoviskem zejména pro Portugalce (476 000 návštěv v roce 2023), ale také Brity (335 000 návštěv) a Němce (326 000). Je zdaleka nejlidnatějším a nejhustěji osídleným portugalským ostrovem. Oblast je známá svým madeirským vínem, flórou a faunou, s prehistorickým vavřínovým lesem, zařazeným na seznam světového dědictví. Nejvyšší bod Madeiry je sopka Pico Ruivo, vysoká 1862 m n. m. Přístav ve Funchalu je dlouhodobě hlavním portugalským přístavem pro kotvení výletních lodí a důležitou zastávkou pro osobní plavby po Atlantiku mezi Evropou, Karibikem a severní Afrikou. V 80. letech 20. století bylo založeno Mezinárodní obchodní centrum Madeiry, známé také jako Madeirská zóna volného obchodu, jehož součástí jsou (především daňové) pobídky.

## Historie
Souostroví Madeira bylo známo již starým Římanům, náhodou pak bylo znovuobjeveno a osídleno portugalskými námořníky roku 1418.
Novodobé dějiny Madeiry začínají (znovu)objevením ostrovů Portugalskem v roce 1419. Z té doby není záznam o tom, že by na ostrovech kdokoli žil; ostrovy byly neobydlené. Kolonizaci ostrovů Portugalsko začalo hned v následujícím roce 1420.

## Symboly

### Vlajka
Madeirská vlajka je tvořena listem o poměru stran 2:3 se třemi svislými pruhy: modrým, žlutým a modrým. Uprostřed žlutého pruhu je bílo-červený kříž rytířů Kristova řádu.

### Hymna
Madeirská hymna je píseň Hino da Região Autónoma da Madeira. Autorem textu je Ornelas Teixeira, hudbu složil João Víctor Costa.

## Geografie
Celé souostroví Madeira je sopečného původu, stejně jako celá oblast Makaronésie, jejíž je součástí. Z geografického hlediska je situováno na Africké desce.
Jednotlivé ostrovy jsou vrcholy starých podmořských sopek. Moře mezi ostrovy madeirského souostroví má hloubku kolem 4000 metrů, již ve vzdálenosti 5 km od pobřeží dosahuje hloubka moře 3000 m. Souostroví je omýváno Golfským proudem. Teplota vody kolem ostrova Madeira ani v zimě neklesá pod 18 °C, což je příčinou „věčného jara“ na ostrově.
Souostroví se běžně člení na 4 části:
- Madeira (740,7 km²)
- Porto Santo (42,5 km²)
- Ilhas Desertas (14,2 km²)
- Ilhas Selvagens (3,6 km²)

Hlavním a největším ostrovem je Madeira, na níž žijí téměř všichni obyvatelé souostroví. Na druhém obydleném ostrově, Porto Santo, žije necelých 4500 obyvatel.
Ostrovy Desertas jsou jakýmsi pokračováním východní části ostrova Madeira, od něhož je dělí 20 km vodní plochy. Touto úžinou proplouvají lodě do Evropy a také tudy pravidelně táhnou velryby, což bylo v dobách před vstupem Portugalska do Evropské unie základem zdejšího lovu a zpracování velryb. Bývalí velrybáři dnes pracují v Muzeu velrybářství v Caniçalu nebo v člunech provázejí turisty pozorující velryby. Souostroví je dobře pozorovatelné z celého jižního pobřeží Madeiry. Všechny ostrovy jsou přírodní rezervací, přísně hlídanou ochranáři. Žijí zde ptáci, ale nejvzácnějším chráněným živočichem je zde tuleň středomořský.
Na Madeiře se projevuje tzv. výšková pásmovitost, to znamená, že se v podstatě mění podnebné pásy v závislosti na nadmořské výšce. Zatímco u pobřeží se pěstují tropické plodiny jako banány, se stoupající nadmořskou výškou se ochlazuje. V pásmu od 1000 m n. m. se vyskytuje vzácný vavřínový prales (Laurisilva).
Ostrovy Selvagens jsou rovněž přírodní rezervací. Leží v cestě lodím plujícím na Kanárské ostrovy a v minulosti byly častou příčinou neshod mezi Španělskem a Portugalskem.

## Správní členění
Seznam 11 samosprávných celků na Madeiře:
- Calheta
- Câmara de Lobos
- Funchal
- Machico
- Ponta do Sol
- Porto Moniz
- Porto Santo
- Ribeira Brava
- Santa Cruz
- Santana
- São Vicente

## Galerie

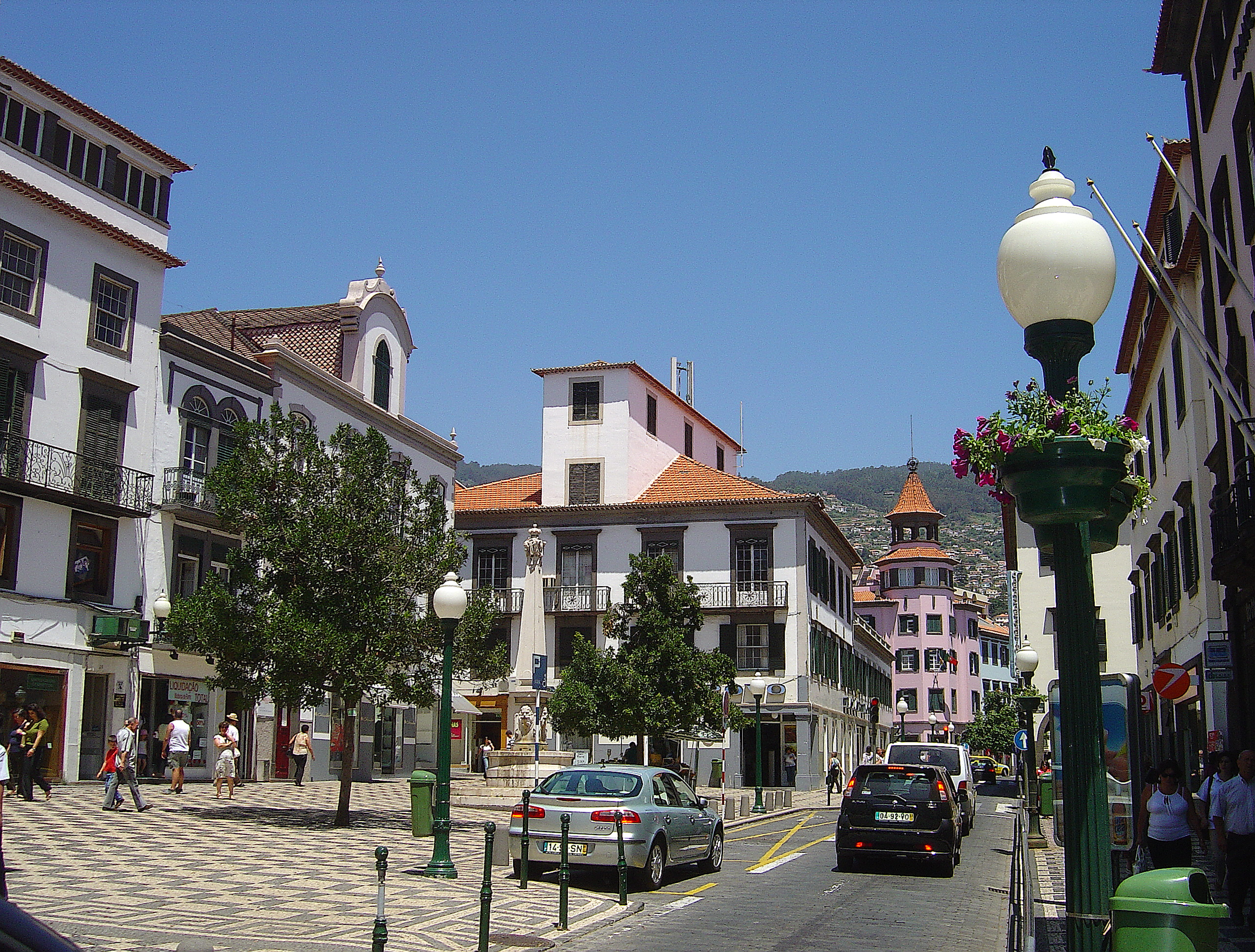
Funchal, hlavní město ostrova Madeira
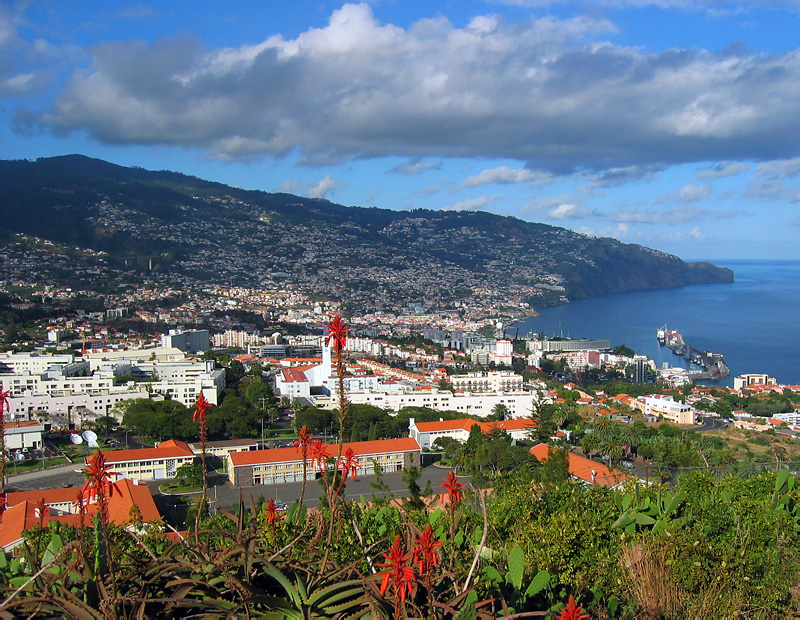
Celkový pohled na Funchal
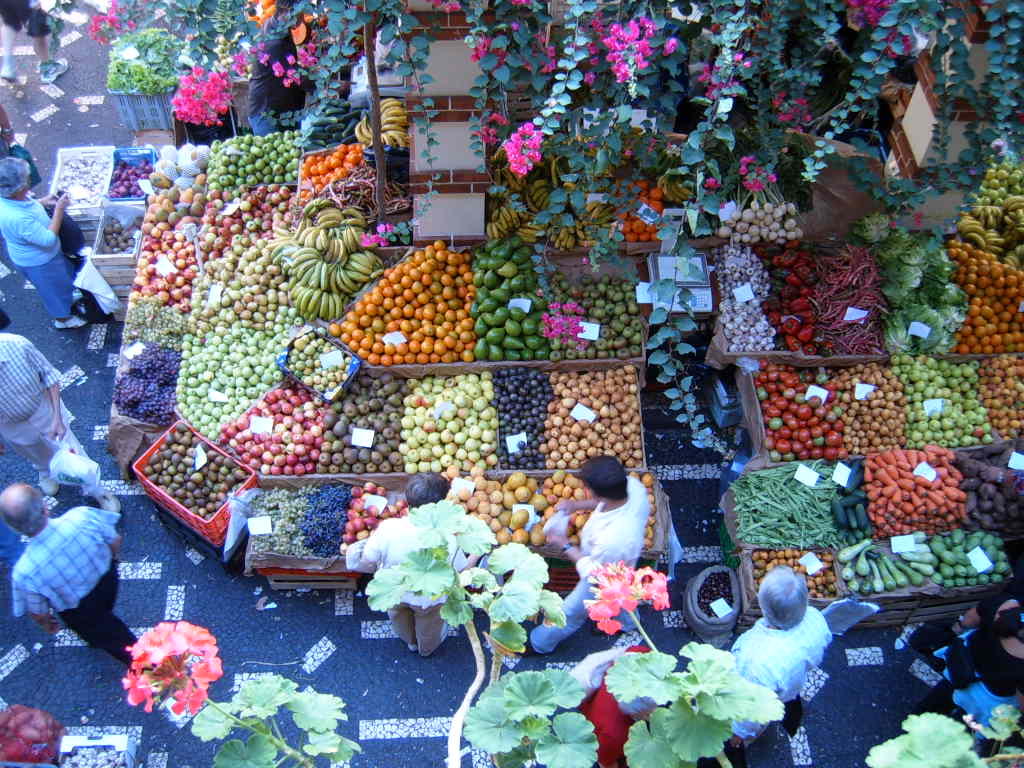
Tržiště ve Funchalu
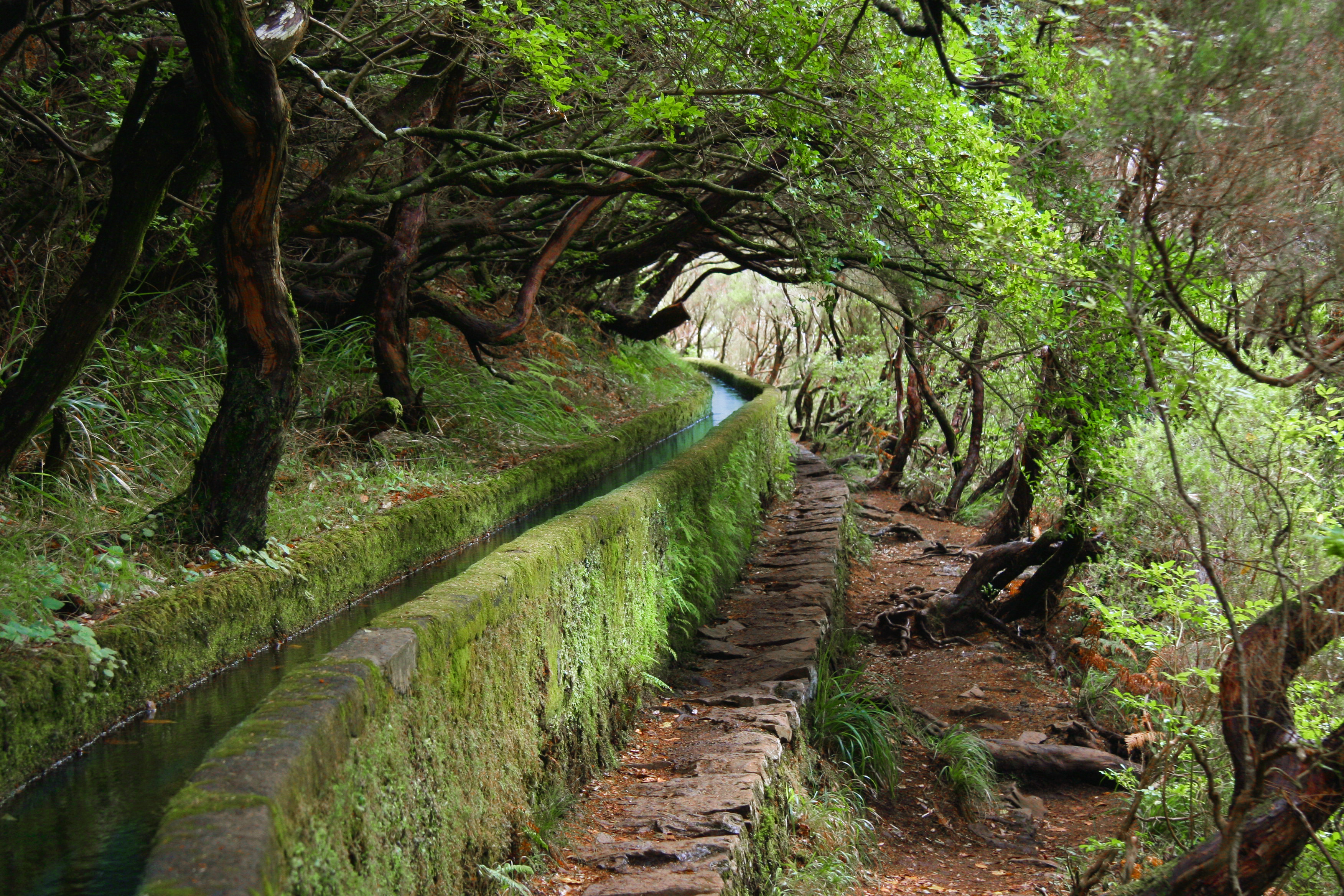
Leváda u Rabaçalu
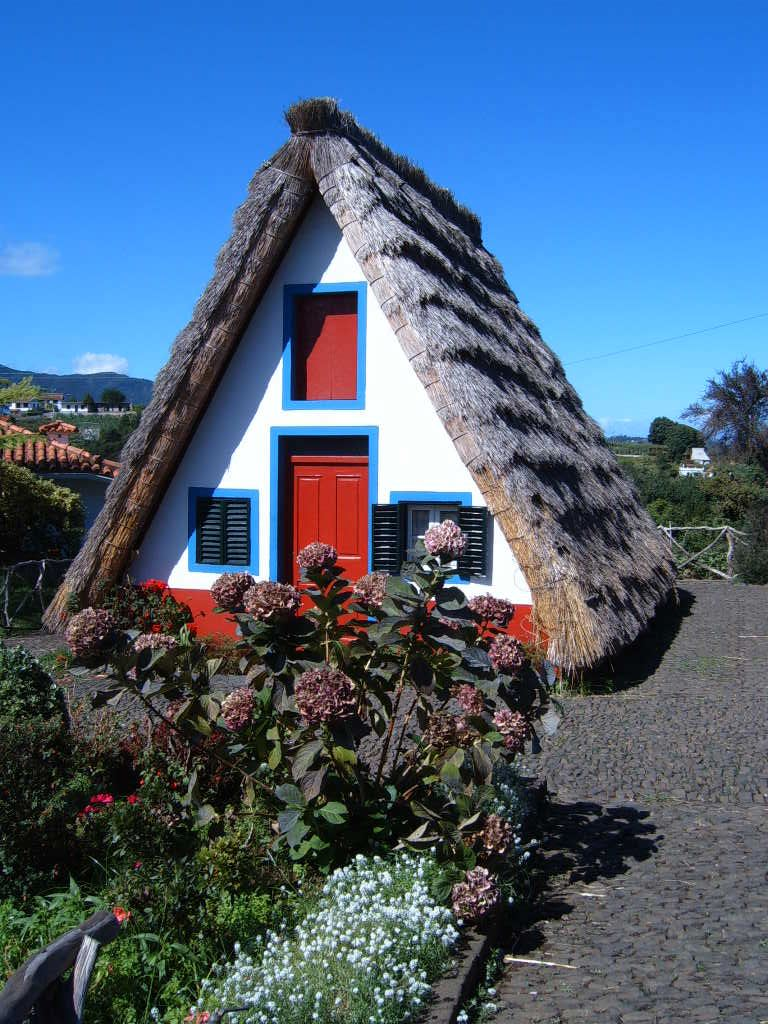
Tradiční madeirské obydlí, Santana
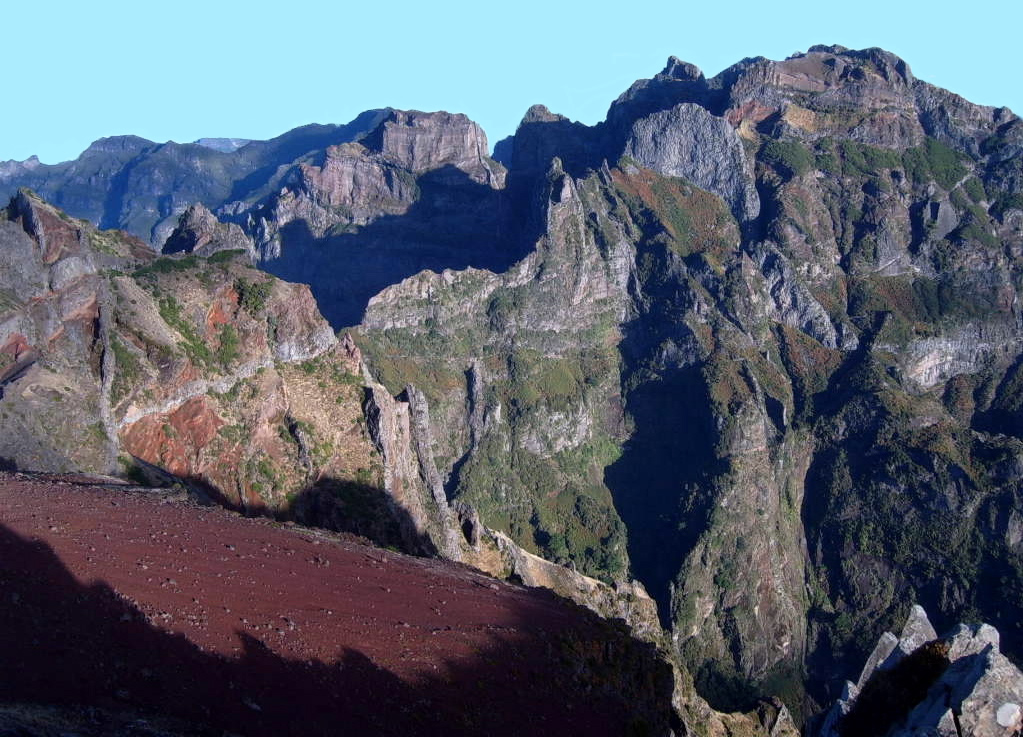
Pico do Arieiro
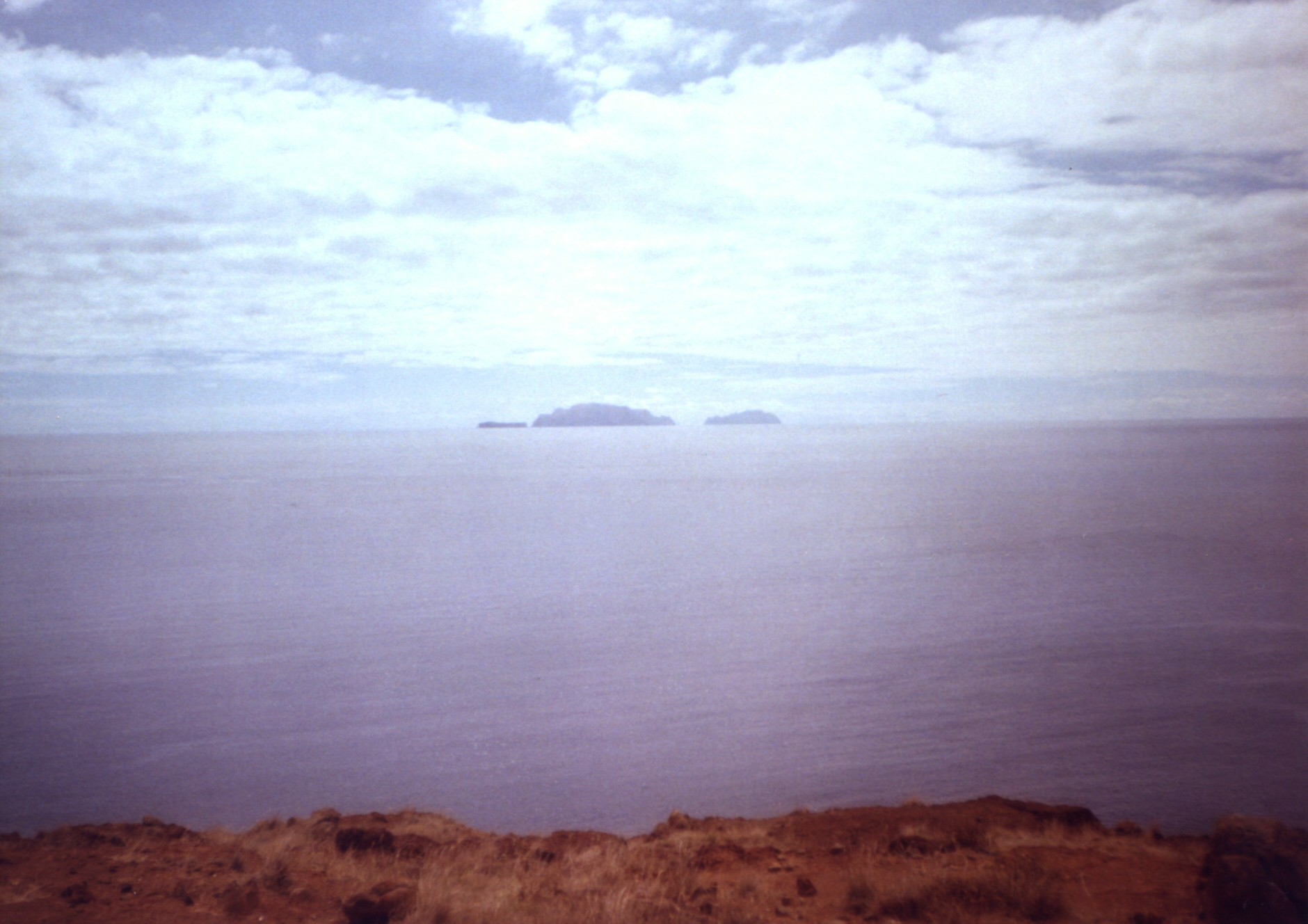
Ostrovy Desertas, jak jsou vidět z Ponta de São Lourenço
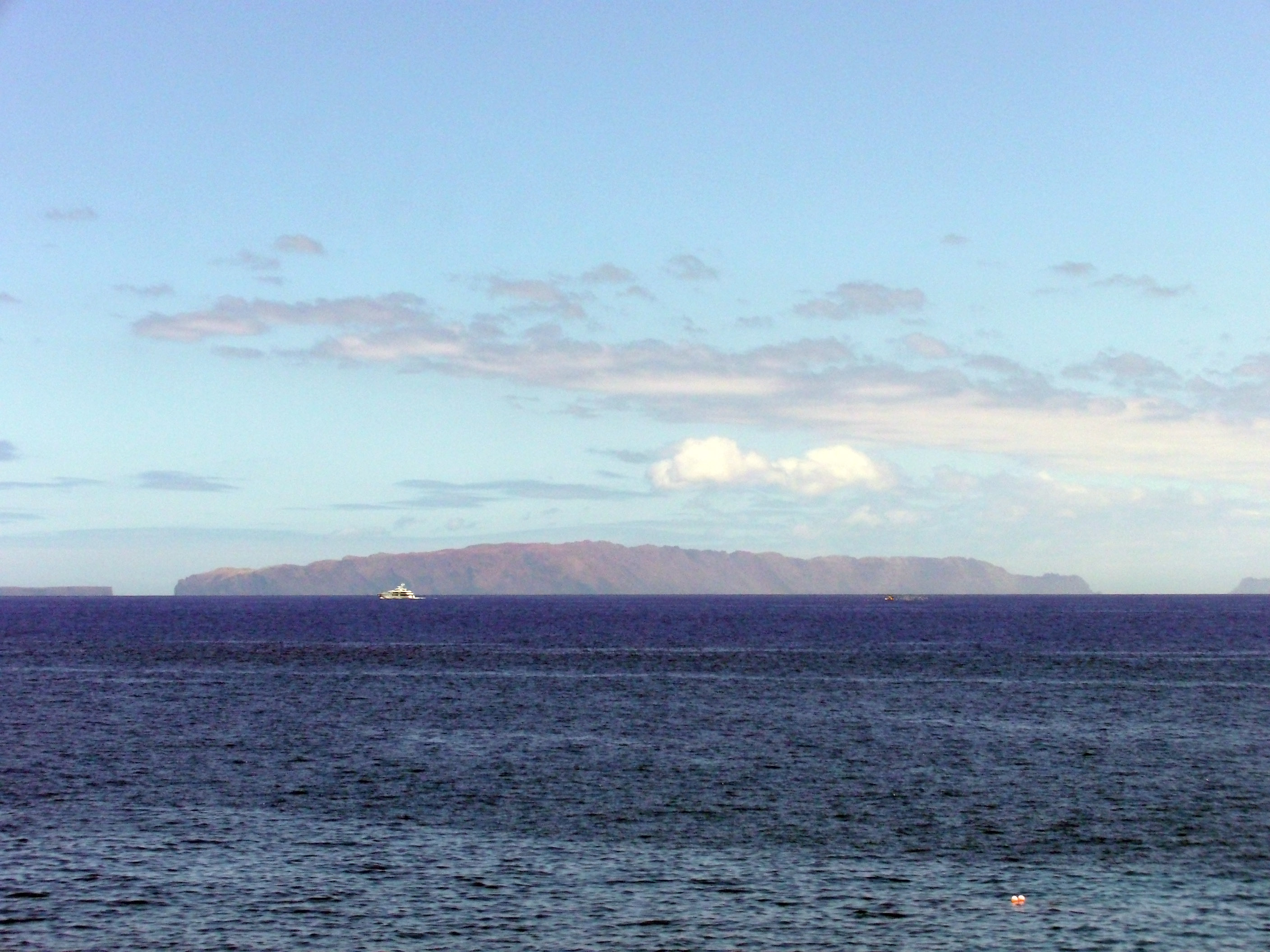
Ostrovy Desertas, jak jsou vidět z Caniço Baixo
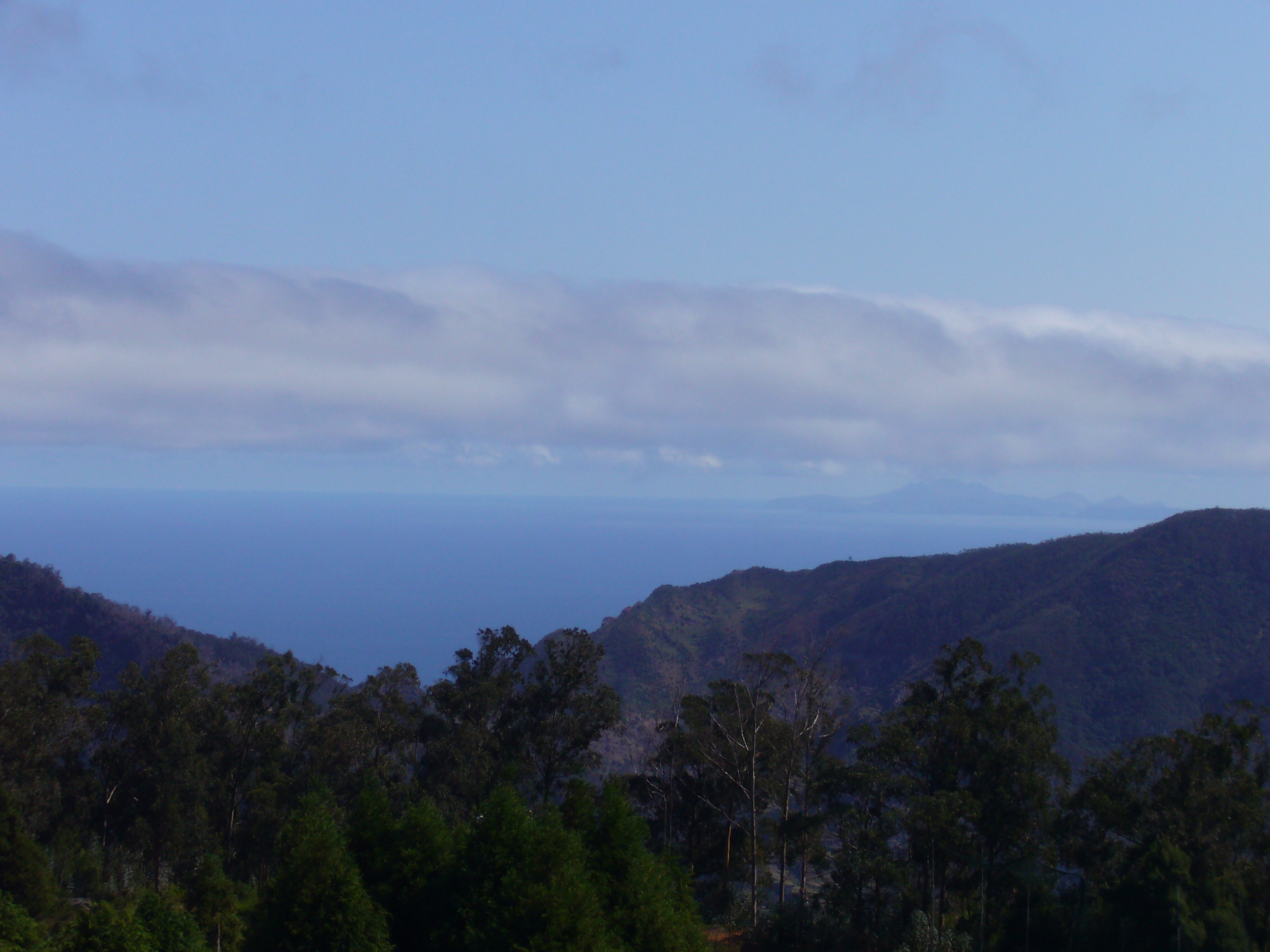
Ostrov Porto Santo, jak jej lze vidět za výjimečně dobrého počasí z Madeiry